# Johann Jakob Irminger
Johann Jakob Irminger (* 1585 in Frauenfeld; † 25. September 1649 in Zürich) war ein Schweizer evangelischer Geistlicher.

## Leben
Johann Jakob Irminger war der Sohn des Pfarrers Ulrich Irminger († 1615) und dessen Ehefrau Dorothea Stadler. Seine Geburt erfolgte in Frauenfeld, allerdings wurde sein Vater von den dortigen katholischen Priestern wegen der Einführung des gregorianischen Kalenders angegriffen, indem die Priester Holz und Schusterleisten in das Fenster des Pfarrhauses warfen, was zur vorzeitigen Geburt führte, an der seine Mutter kurz darauf verstarb. Sein Vater nahm daraufhin den Ruf als Pfarrer nach Kirchberg an, allerdings musste er jedoch mit seinem Sohn nochmals vor den katholischen Priestern nach Kyburg fliehen, wo er kurz darauf 1589 Pfarrer wurde.
Johann Jakob Irminger besuchte das Collegium Carolinum in Zürich bei Rudolf Simler (1568–1611) und Rudolf Hospinian. 1606 immatrikulierte er sich an der Universität Marburg und studierte bis 1610 an der Theologischen Fakultät.
Nach seiner Rückkehr in die Schweiz wurde er 1610 in Zürich ordiniert und im gleichen Jahr Vorschreiber und Lehrer am Carolinum.
Ab 1611 war er auch Pfarrer in Zumikon und ab 1618 Diakon und 1620 Pfarrer an der Kirche St. Peter; 1632 erfolgte seine Ernennung zum Dekan.
1645 wurde er als Pfarrer am Grossmünster berufen und war der Antistes der Zürcher Kirche.
Johann Jakob Irminger war in erster Ehe seit 1612 mit Anna, Tochter des Heinrich Erni und in zweiter Ehe seit 1628 mit Veronika, Tochter des Kaspar Hafner, Schlosser und Ratsherr verheiratet.

### Geistliches und theologisches Wirken
Johann Jakob Irminger sah sich der kirchlichen Orthodoxie verpflichtet und stemmte sich gegen jede Neuerung. Er publizierte mehrere Werke, unter anderem 1622 einen Bericht von den drey Hauptpuncten dess wahren Christenthumbs und 1634 eine Heilige Sterbens-Kunst.

## Schriften (Auswahl)
- Disputatio XIX., quae logicarum est nona, de termino vocis simplicis. Zürich 1605.
- Josias Eggstein; Cleophea Fries; Johann Jakob Irminger: Epithalamia in nuptias pietate et doctrina ornatissimi viri dn. Iosiae Eggsteinii, coetus Senwaldensis sub dit. lib. Bar. ab Alto-Saxo, pastoris recens eclecti, sponsi et lectissimae virginis, Cleophaeae Frisiae, reverendi & clarissimi clarissimi viri dn. Ioh. Iacobii Frisii , ss. theologiae in schola Tig. professoris P. M. filiae, sponsae, celebratas ad diem 7. Novemb. anno: 1614. Zürich 1614.
- Johann Jakob Irminger; Jörg Jenatsch; Johann Rudolf Lavater: Disputatio de nihilo, nequaquam de nihilo / quam praeside Ioh. Rudolf Lavatero excutiendam ventilandamque proponit Ioh. Iacobus Irmingerus, respondente Georgio Ienatio Engadino-Rhaeto, ad diem 7. Septemb. horis locoque consuetis. Zürich 1614.
- Kurtzer und grundtlicher Bericht von den drey Hauptpuncten dess wahren Christenthumbs. Zürich 1622.
- Heinrich Erni; Johann Jakob Irminger; Hans Jakob Keller; Hans Rudolf Schwarzenbach; Johann Wirz; Johann Melchior Wyss: Disputatio theologica de disciplina ecclesiastica, contra anabaptistas / quam duce Christo moderatore Henrico Ernio, s. the. prof. propugnabit Rodolphus Schvarzenbachius F.M.V.; assumentis partes sustinente Ioan. Melchiore Wyssio. Zürich 1629.
- Johann Jacob Ulrich; Margaretha Herter; Johann Jakob Irminger; Johann Rudolf Stucki; Hans Kaspar Suter; Vinzenz Paravicini; Hans Balthasar Keller; Johannes Fisler Epithalamia amicorum In nuptias reverendi, pietate, virtute & eruditione praestantissimi viri D. Iohannis Iacobi Huldrici junioris reverendi clarissimique viri Dn. Henrici Huldrici linguae Graecae professoris publici,p.m. filii, Sponsi &c., Nec non lectissimae & honestissimae virginis Margarethae Herterae, reverendi & doctissimi viri Dn. Ioachimi Herteri p.m. ecclesiae Bipennensis quondam pastoris vigilantissimi filiae, Sponsae &c: 16. Augusti factas feliciter, Anno partae salutis 1630. Zürich 1630.
- Emblema hodoiporikon kai protreptikon. Zürich 1632.
- Heilige Sterbenskunst. Zürich 1634.
- Johann Rudolf Stucki; Marcus Antonius Balmeus; Johann Jakob Irminger; Henri de Rohan: Currus moralis rotae quaternae, seu Methodus quatuor virtutum cardinalium / quam praeside Joh. Rodolpho Stuckio subjicit Marcus Antonius Balmeus, Nemausiensis Gallus. Zürich 1635.
- Johann Wirz; Johannes Bräm; Salomon Hirzel; Johann Jakob Irminger; Abraham Reinacher; Hans Konrad Wirz; Johann Wirz: Problema theologicum, an ex oratione dominica demonstrari possit, religionem hodiernae latinae ecclesiae veram esse / ad disputationem synodalem propositum a Johanne Wirtzio; respondente Conrado Wirtzio; assumente Abrahamo Rynachero. Zürich 1636.
- Johannes Jakob Irminger; Johann Rudolf Stucki; Hans Jakob Wolf; Johann Jakob Simler: Applausus gamici in reverendi et doctissimi viri dn. Ioh. Rodolphi Hofmeisteri ecclesiae scholae Tigurinae ministri fidelissimi et Dorotheae Hessiae sacro-sancto conjugii vinculo feliciter copulatrorum nuptias prid. Zürich 1637.
- Johann Jakob Scheuchzer; Barbara Müller; Johann Jakob Irminger; Johann Rudolf Stucki; Johann Jakob Wolf; Johann Jacob Ulrich; Johann Rudolph Hoffmeister: Epithalamia solenni nuptiarum festivitati prudentia, pietate & doctrina praestantissimi viri Dn. Ioh. Iacobi Schüchzeri, ducentûm-viri non ita pridem, suo merito, electi; amplissimi consultissimique viri Dn. Iohannis Schüchzeri filii, et lectissimae honestissimaeque virginis Barbarae Myllerae Dn. Ioh. Henrici Mylleri filiae: ad d. 22.Jan. celebrandae / dicata & consecrata ab amicis (Joh. Jacob Irminger, Joh. Rudolf Stucki, Joh. Jacob Wolf, Joh. Jacob Ulrich, Hans Rudolf Hoffmeister). Zürich 1638.
- Johann Jakob Irminger; Marx Escher; Anna Zoller: Epithalamium in nobilissimi prudentissimi viri, dn. Marci Aescheri, nuptias secundas nomine réque secundas, cum Anna Zolleriana ad XXV. diem Ianuarii, anno salutis reparatae MDCXLIII, in coenobio Rütensi celebratas / Ioh. Iacobus Irmingerus. Zürich 1643.
- Johann Wirz; Johann Rudolf Gyger; Johann Heinrich Hottinger; Johann Jakob Irminger; Johann Heinrich Lavater; Johann Lavater; Johann Jacob Ulrich; Johann Wirz; Caspar Wyss: Tetraktys disquisitionum philosophico-theosophicarum / quam, Deo trino et uno auxiliante, praeside Iohanne Wirtzio publice exercitii & veritatis ergo pensiculandam exhibet Iohannes Lavaterus. Athenis Tigurinorum 1645.
- Johann Wirz; Johann Jacob Denzler; Hans Heinrich Heidegger; Johann Jakob Irminger; Hans Heinrich Rahn; Johann Ludwig Schneeberger; Johann Wilhelm Simler; Johann Rudolf Stucki; Hans Kaspar Suter; Christoph Taubenmann; Johann Wirz: Angelographia stylo thetico conscripta / quam Jehova regente & favente, praeside D. Johanne Wirtzio experiundi ingenii ergo, publicae ac placidae proponit Joh. Jacobus Dentzlerus, ad diem 3. Julii. Zürich 1645.
- Johann Heinrich Hottinger; Johann Theobald Dürreisen; Hans Ulrich Hegner; Johann Jakob Irminger; Andreas Steiner; Johannes Steiner; Jakob WeberQuaestionum historicarum de editione V.T. Graeca, LXXII. interpretibus Hierosolymitanis vulgò tributa tetras prima / quam praeside Ioh. Henrico Hottingero defendere conabitur Iohannes Hegnerus, Vitoduranus. Zürich 1646.
- Johann Heinrich Hottinger; Hans Jacob Hirzel; Johann Jakob Irminger; Georg Müller; Hans Heinrich Rahn; Johann Ludwig Schneeberger; Hans Kaspar Suter; Johann Jacob Ulrich; Hans Heinrich Wirz; Felix Wyss; Johann Jakob Zeller: Specimen philologiae sacrae, quo orientalium quarumdam linguarum & dialectorum Hebraicae, Chaldaicae, Syriacae, Arabicae, Persicae, Aegyptiacae & Aethiopicae ratio, earumdemque in Christianae theologiae studio usus carptim breviterque indicatur & explicatur / editum & auspiciis votivis Jehovae Trinuni, praeside Joh. Henrico Hottingero publicae dissertationi subjectum a Johanne Jacobo Zellero. Zürich 1646.
- Johann Heinrich Hottinger; Bartholomaeus Anhorn von Hartwiss; Jakob Hofmann; Johann Jakob Irminger; Melchior Locher; Laurenz Peyer; Sebastian Schobinger; Johann Rudolf Stucki; Bartholomaeus Zollikofer; Cornelius Zollikofer; Georg Joachim Zollikofer; Gordianus Zollikofer; Hermann Zollikofer; Laurentius Zollikofer; Lorenz Zollikofer; Nikolaus Zollikofer; Sigismund Zollikofer: Exercitatio philologica / quam praeside Ioh. Henrico Hottingero subiicit Laurentius Zollikoferus, Gallopolitanus. Ad diem VII. Julii, MDCXLVII. Zürich 1647.
- Johann Heinrich Hottinger; Heinrich Erni; Hans Konrad Escher; Hans Jakob Fries; Friedrich Gibel; Johann Rudolf Gyger; Johann Jakob Irminger; Hans Heinrich Rahn; Johann Rudolf Stucki; Hans Konrad Ulrich; Johann Jacob Ulrich; Hans Konrad Wirz; Johann Wirz: Quaestio de causis varietatis & discrepantiae a textu Hebraeo editionis V. T. Graecae LXXII. interpretibus Hierosolymitanis vulgo tributae / quam praeside Joh. Henrico Hottingero subjicit Joh. Henricus Ernius MDCXLVII. Zürich 1647.
- Johann Heinrich Hottinger; Hans Heinrich Fäsi; Johann Christoph Fäsi; Johann Jacob Fäsi ; Hans Heinrich Heidegger; Johann Heinrich Hottinger; Johann Jakob Irminger; Hans Heinrich Rahn; Johann Ludwig Schneeberger; Johann Caspar Schweizer; Johann Jacob Steiner; Johann Rudolf Stucki; Hans Kaspar Suter; Hans Friedrich Ulrich; Johann Wagner; Hans Rudolf Wirz: Dissertatio de usu patrum / quam sub praesidio Ioh. Henrici Hottingeri subjicit Joh. Christophorus Faesius MDCXLVIII. Zürich 1648.
- Johann Heinrich Hottinger; Heinrich Fels; Diethelm Hegner; Hans Ulrich Hegner; Hans Jakob Heiz; Jakob Hoffmann; Johann Heinrich Hottinger; Johann Jakob Irminger; Johannes Kempf ; Melchior Locher; Joachim Menhardt; Johann Müller; Hans Heinrich Rahn; Hans Rudolf Rahn; Hans Ulrich Rahn; Christoph Scherrer; Daniel Schlumpf; Sebastian Schobinger; Johann Rudolf Stucki; Johann Adam Wischer; Leonhard Laurenz Zollikofer: Isagoge ad lectionem patrum / quam Ioh. Henrici Hottingeri publicae disquisitioni subjicit Christophorus Schererus, Gallopolitanus MDCXLVIII. Zürich 1648.
- Johann Heinrich Hottinger; Hans Caspar Deggeler; Johann Jacob Frey; Johann Heinrich Hottiger; Melchior Hurter; Johannes Höscheler; Hans Wilhelm Im Thurn; Johann Jakob Irminger; Beat Wilhelm Ott; Balthasar Pfister; Hans Konrad Rink; Matthaeus Schalch; Hans Jakob Spleiss; Johann Rudolf Stucki; Johann Adam Wischer; Johannes Wüscher ; Johann Jakob Ziegler; Johann Wilhelm Ziegler: Dissertatio de vario patrum abusu / quam sub moderamine Ioh. Henrici Hottingeri syzētēsei subiicit publicae Iohannes Adamus Wuscherus, Scaphusa-Helvetius. Zürich 1649.
- Selige Sterbenskunst. Zürich 1666.
- Poetische Gedechtnuss. Zürich 1669.